# Korytyszcza
Korytyszcza (ukr. Коритища) – wieś na Ukrainie, w obwodzie żytomierskim, w rejonie nowogrodzkim, nad Żołobenką. W 2001 roku liczyła 320 mieszkańców.